# Бендер, Ханс (писатель)
Ханс Фридрих Бендер (нем. Hans Bender; 1 июля 1919, Мюльхаузен (Тюрингия) — 28 мая 2015, Кёльн, ФРГ) — немецкий писатель
, поэт, редактор.

## Биография
Участник Второй мировой войны. Сражался на Восточном фронте, был взят в плен. Находился в плену в России до 1949 года.
После возвращении на родину занялся литературной деятельностью, авто ряда стихотвореций и коротких рассказов, в которых описывал переживания выпавшие на его долю в годы войны и плена. Стал издателем литературного обозрения «Konturen». С 1954 года был руководителем журнала «Akzente», который вскоре стал одним из самых влиятельных немецкоязычных литературных журналов.
Занимал эту должность до 1980 года.

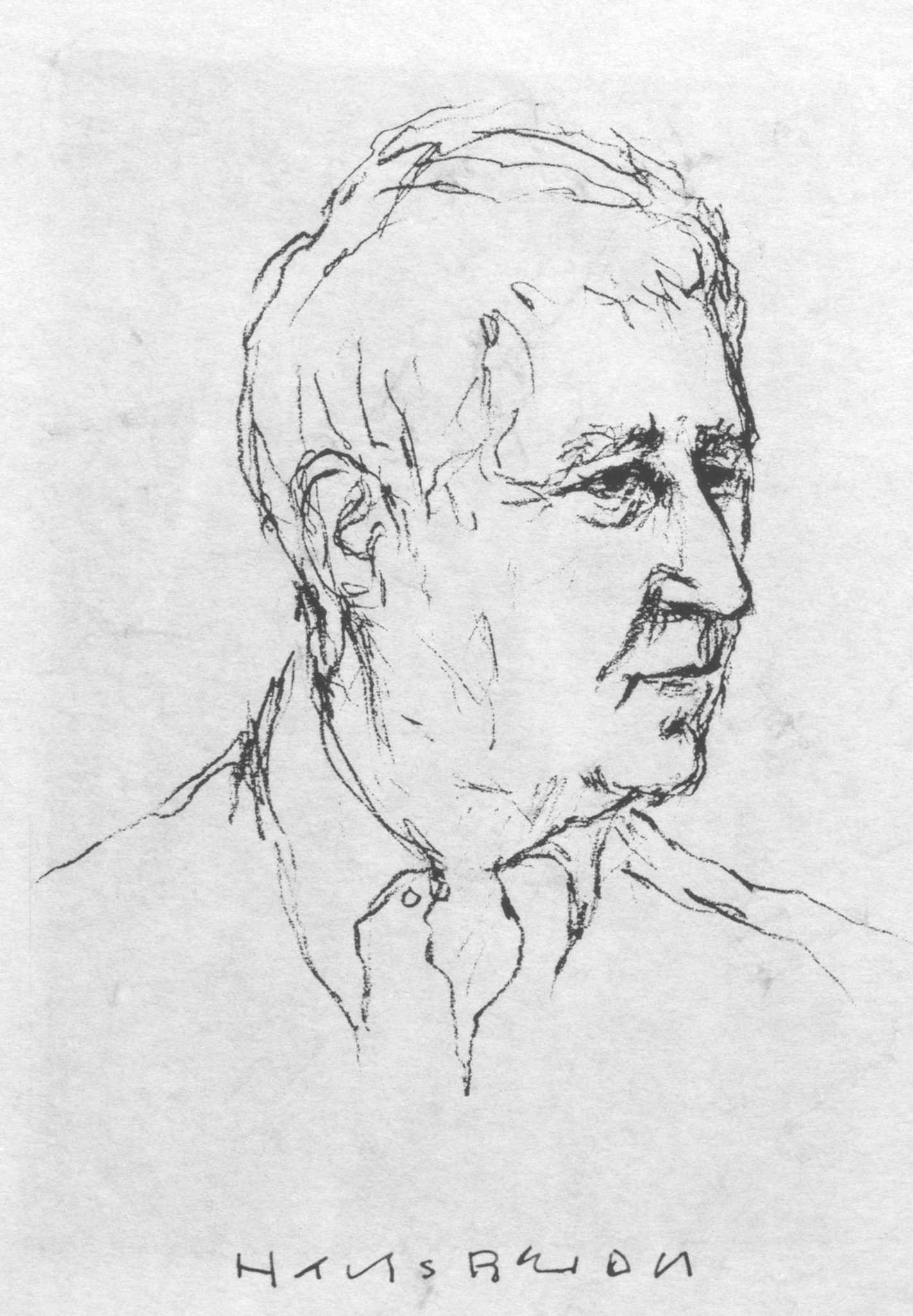

Член Академии наук и литературы в Майнце, Свободной академии художеств в Мангейме и Берлинской академия искусств.

## Избранная библиография

### Романы
- Eine Sache wie die Liebe, Roman, 1959, 1991, 1994
- Wunschkost, Roman, 1959, 2004

### Рассказы
- Die Hostie, Vier Stories, Erzählungen, 1953
- Der Brotholer, Erzählung, 1957
- Wölfe und Tauben, Erzählungen, 1957
- Fondue oder Der Freitisch, Kurzgeschichte, 1961
- Das wiegende Haus, Erzählungen und autobiographisches Nachwort, 1961
- Mit dem Postschiff, 24 Geschichten, 1962
- Die Wölfe kommen zurück. Sieben Kurzgeschichten, 1965
- Die halbe Sonne, Geschichten und Reisebilder, 1968
- Der Hund von Torcello, 32 Geschichten, 1969, 2007
- Bruderherz, Erzählungen, 1987
- Drei Geschichten, 1989
- Geschichten aus dem Kraichgau, Erzählungen, 1995
- Die Wallfahrt – Erzählungen aus der Zeit zwischen Weltkrieg und Wunderjahren, Hörbuch. Es liest Hans Bender, 2009

### Стихотворения
- Fremde soll vorüber sein, Gedichte, 1951
- Lyrische Biographie, Gedichte, 1957
- Gedichte und Prosa, 1990
- Hier bleiben wir. 11 Gedichte, 1992
- schwarz auf weiß, Vierzeiler, 1998
- Nachmittag, Ende September, Vierzeiler, 2000
- Verweilen, gehen, Gedichte in vier Zeilen, 2003
- Ritus der Wiederkehr, Vierzeiler, mit Linolschnitten von Zoppe Voskuhl, 2006
- Wie es kommen wird. Meine Vierzeiler, 2009
- O Abendstunde. Ausgewählte Gedichte, 2011
- Auf meine Art. Gedichte in vier Zeilen, 2012

### Записки
- Aufzeichnungen einiger Tage, 1971
- Einer von ihnen, Aufzeichnungen einiger Tage, 1979
- Die Orte, die Stunden, Aufzeichnungen, 1992
- Ich schreibe kurz, Aufzeichnungen 1994/95, 1995
- Wie die Linien meiner Hand, Aufzeichnungen, 1999
- Ausgewählte Aufzeichnungen, Erzählungen und Gedichte, 1999
- Jene Trauben des Zeuxis, Aufzeichnungen, 2002
- Am Ufer sitzen, Aufzeichnungen, 2006
- Aufzeichnungen 2000–2007, Ausgewählte Werke Bd. 6, 2014

### Другое
- Programm und Prosa der jungen deutschen Schriftsteller, 1967
- Worte, Bilder, Menschen. Geschichten, Roman, Berichte, Aufsätze, 1969
- Postkarten aus Rom, Autobiographische Texte, 1989
- Briefe 1955–1983 mit Rainer Brambach, Frankfurt/Main 1997

## Награды
- Орден «За заслуги перед Федеративной Республикой Германия» (1979, 2005)
- 1957: Премия газеты Süddeutsche Zeitung.
- 1973: Премия Калабрии
- 1984: Ежегодная стипендия земли Баден-Вюртемберг.
- 1986: Почётный доктор Кельнского университета.
- 1988: Художественная премия земли Рейнланд-Пфальц.
- 1989: Премия Вильгельма Хаузенштайна
- 1991: Орден «За заслуги перед землей Северный Рейн-Вестфалия».
- 1994: Почётный гражданин Мюльхаузена
- 1996: Присвоено звание профессора земли Северный Рейн-Вестфалия.
- 2000: Кельнская премия в области культуры от Книжного дома Гонски.
- 2006: Почётная премия немецкого Фонда Шиллера.